# Vrapče (Vogošća)
Pour les articles homonymes, voir Vrapce.
Vrapče (en serbe cyrillique : Врапче) est un village de Bosnie-Herzégovine. Il est situé dans la municipalité de Vogošća, dans le canton de Sarajevo et dans la fédération de Bosnie-et-Herzégovine. Selon les premiers résultats du recensement bosnien de 2013, il ne compte plus aucun habitant.

## Démographie

### Évolution historique de la population dans la localité
| 1948 | 1953 | 1961 | 1971 | 1981 | 1991 | 2013 |
| ---- | ---- | ---- | ---- | ---- | ---- | ---- |
| -    | -    | 105  | 125  | 100  | 59   | 0    |

|  |